# 戴存义
戴存义（Frederick Howard Taylor，1862年11月25日—1946年8月15日）是一位英国内地会派往中国的传教士，内地會創始人戴德生（James Hudson Taylor）與戴马利亚（Maria Jane Dyer）的次子。

## 早年
1862年11月25日，戴存义出生于英国伦敦，当时他的父母第一次回到英国休假。三岁时，他的父亲戴德生创立了中国内地会。1866年，不足四岁的戴存义随同父母，三个兄姊，以及其他16名传教士一同乘坐兰茂尔号前往中国。在4个月的航程中，两次几乎因台风而翻船。9月30日到达中国。他的姐姐戴存恩（Grace Dyer Taylor）在第一年就因脑膜炎夭折。及至六岁时，全家险些因扬州教案（1868年）而遭遇不幸。直到1870年，他和三个兄妹才离开父母，由白安美（Emily Blatchley）送回伦敦。他们抵达后不久，他们的母亲就去世了。
1888年，戴存义毕业于皇家伦敦医院的医学院，获得伦敦大学医学博士，随后成为皇家外科医学院院士及皇家内科医学院院士。1888年，戴德生第一次到北美洲巡回演讲，戴存义利用3个月的假期随行，戴德生在各种聚会中，尤其是在青年学生聚会中的演讲，使戴存义深受影响。1889年10月15日，在超过1500名学生参加的差传大会上 ，有152人发誓：“这是我最真挚的盼望：如果上帝许可，参加传教工作。”名单上记录的第一个名字是：“戴存义，医学博士、皇家内科医师学会会员、皇家外科医师学会会员，伦敦医院。”

他后来写道：
|  | 我的一些同学认为我太过急躁，错到竟至于埋葬自己，如他们所说，去到中国的异教徒中间。我并不这样认为；我不相信有人前去侍奉主耶稣基督，到最终会发现自己是犯了错误，感谢不尽，我能够说，现在比我希望的要好。 |

1889年11月3日，戴存义陪同父亲戴德生抵达哥德堡，在那里他们会见了瑞华盟会（Swedish Mission in China）总干事Josef Holmgren先生。并受到邀请举行特别聚会，动员瑞典的基督徒到中国传教。Holmgren安排了整个行程，并全程陪同他们，担任他们的翻译。他们访问了20个城镇，包括斯德哥尔摩、乌普萨拉和奥斯陆，向五、六万人进行演讲，甚至索菲亚王后也邀请戴德生在斯德哥尔摩单独向她演说。当时戴德生年已57岁，不再如他的儿子般精力充沛，但是仍然坚持乘坐三等舱旅行，亲自提行李，给他将要成为传教士的儿子示范一个仆人的榜样。
1890年1月23日，戴存义离开英国前往中国，被派往河南赊旗店传教。
1894年4月，32岁的戴存义与1888年来华的内地会女传教士，也是他幼时在伦敦东区Bromley-by-Bow青梅竹马的好友金乐婷结婚。她的父亲Henry Grattan Guinness是一位著名的福音布道家和传教士。
由于戴存义医治罹患癌症的袁世凯之母3年之久，获李鸿章颁赠牌匾，1895年春，戴存义得以建立陈州府（今淮阳）传教站。

在戴存义的话中，显示对于他的蒙召深信不疑：
|  | 我们被派遣到一个新的地区工作。由于神的眷顾，我们得以建立2个新的传教站 - 陈州府和距离一日路程的邻近城市太康县。我们是最早居住在这些地方的传教士，因此， |

戴存义夫妇合著了几本以下著作：
从1900年11月到1901年4月的不到5个月中，戴存义访问了77所院校，其中包括40所医学院、10所神学院、21所大专院校和6所其他学校，动员学生加入传教行列。行程4000英里，北到蒙特利尔和明尼阿波利斯，南至巴尔的摩和纳什维尔。戴存义向医学生分享宣教异象。

1905年6月3日，戴德生在湖南长沙去世，戴存义夫妇陪伴在旁。从4月起，他们就陪伴戴德生，沿长江探访各福音站，从汉口转乘火车往河南，最後到达湖南省会长沙。6月13日，在上海内地会礼堂举行追思礼拜上，戴存义引用了父亲戴德生激励他的话：
|  | 我们岂不应当为中国的弟兄们，摆上自己的性命吗？ |

1922年2月，戴存义夫妇被云南土匪绑架，最终被释放。